# Szokkje állomás
Szokkje (Seokgye) állomás metróállomás a szöuli metró 1-es és 6-os vonalán. Egyúttal a hagyományos Kjongvon (Gyeongwon) vasútvonal állomása is. Neve a Szongbuk (Seongbuk) kerület Szokkvan (Seokgwan) tong (dong)jának szok (seok) (석, 石) szótagjából, valamint a Novon (Nowon) kerület Volgje (Wolgyje) tong (dong)jának kje (gye) (계, 溪) szótagjából tevődik össze.

## Viszonylatok
| 1-es vonal                                                                      | 1-es vonal                                             | 1-es vonal                                                                         |
| ------------------------------------------------------------------------------- | ------------------------------------------------------ | ---------------------------------------------------------------------------------- |
| Kvangun (Gwangun) Egyetem Szojoszan (Soyosan) és Kvangun (Gwangun) Egyetem felé | Kjongvon (Gyeongwon) szakasz személy- és expresszvonat | Sinimun Incshon (Incheon), Szodongthan (Seodongtan) vagy Sincshang (Sinchang) felé |
| 6-os vonal                                                                      |                                                        |                                                                                    |
| Tolgodzsi (Dolgoji) Ungam (Eungam) felé                                         | 6-os vonal                                             | Therung (Taereung) Sinne (Sinnae) felé                                             |
| Korail                                                                          |                                                        |                                                                                    |
| Sinimun Jongszan (Yongsan) felé                                                 | Kjongvon (Gyeongwon) vonal                             | Kvangun (Gwangun) Egyetem Pengmagodzsi (Baengmagoji) felé                          |